# Morschwiller-le-Bas
Morschwiller-le-Bas è un comune francese di 3 407 abitanti situato nel dipartimento dell'Alto Reno nella regione del Grand Est.

## Società

### Evoluzione demografica
Abitanti censiti